# 中国驻哥德堡总领事馆
中华人民共和国驻哥德堡总领事馆（瑞典語：Folkrepubliken Kinas generalkonsulat i Göteborg），简称中国驻哥德堡总领事馆，是中华人民共和国派驻瑞典哥德堡的最高级别外交机构。领区包括西约塔兰省、韦姆兰省、哈兰省、延雪平省、克鲁努贝里省、斯科讷省和布莱金厄省。